# Сражение при Кёнигсварте и Вайсиге
 Сражение при Кёнигсварте и Вайсиге  — боестолкновение войск Барклай-де-Толли русско-прусской армии с передовыми частями армии Нея 19 мая 1813 года у селений Кёнигсварта и Вайсиг.

## Предыстория
После сражения при Люцене русско-прусская объединённая армия, благодаря продуманным действиям арьергардов, спокойно отходила к Эльбе. 8 мая французы заняли Дрезден. Командующий русско-прусской объединённой армией Петр Х. Витгенштейн отказался от намерения защищать линию на Эльбе и к 12 мая отвел союзную армию за Шпрее к креквицким (бауценским) высотам, расположив двумя линиями.
Первая — «авангардная» проходила по правому берегу Шпрее.
Вторая — «основная» от Ришена до Мальшвица.
К передовым позициям союзных сил 15 мая подошла французская армия. Наполеон простоял там до 19 мая, изучая диспозицию противника. 16 мая от Торна к Бауцену прибыл корпус Барклай-де-Толли. Ней с тремя корпусами двигался от Торгау к Берлину. В ходе следования, получив известие о приближении корпуса Барклай-де-Толли к Лузации, Ней повернул на Калау. 17 мая Ней получил приказ Наполеона о направлении корпуса Лористона к Хоейрсверде. 18 мая новый приказ — трем корпусам идти в обход правого фланга русско-прусской армии. Одновременно, Наполеон распорядился выдвинуть итальянскую дивизию Пейри к Кёнигсварта для установления сообщения с Неем.
18 мая в Главную квартиру поступило донесение о приближении к Хоейрсверде корпуса Лористона.

## Сражение
В ночь на 19 мая войска Барклай-де-Толли выдвинулись навстречу противнику. Русские части (18 тыс. чел.) следовали к Кёнигсварта по левой стороне Шпрее, прусские под командованием генерала Йорка (5,7 тыс. чел.) — по правой. Внезапно русские части наткнулись на итальянскую дивизию Пейри, которую атаковали и рассеяли. Было отбито 5 орудий, пленено — 3 бригадных генерала, сам Пейри, 14 офицеров и 740 нижних чинов. Генерал Йорк, проделав 15 часовой переход, прибыл в 3 часа дня с войсками к Хермсдорфу, где получил приказ Барклай-де-Толли «перейти Шпрее и атаковать неприятеля в случае его появления на пути от Хойерсверда к Кёнигсварта» .
 «Подходя к Вайсигу, Йорк встретил передовые войска Лористона, выбил их из леса и заняв селение, расположился на выгодной позиции. Там он удерживался против сильнейшего противника несколько часов»
.
К вечеру на помощь подошёл крупный отряд русских гренадер (8 тыс. чел.). Однако, численный перевес наступающего противника был очевиден. Опасаясь быть отрезанным от Барклая, Йорк начал отход. Отразив все атаки французов, «отважный Йорк потерял целую треть своего отряда». Храбрость Йорка отметил французский генерал Лористон в своем донесении Наполеону: «против него под Вайсигом было 32 тыс. человек». Барклай в донесении к Фридриху Вильгельму III сообщил : «General York ist über alles Lob erhaben (генерал Йорк — выше всяких похвал)».

## Итог
Геройские действия войск Барклая при Кёнигсварте и Вайсиге позволили существенно ослабить корпус Лористона и задержать продвижение Нея к Бауцену на несколько часов. Однако, главная задача по разгрому вражеской группировки, ввиду её подавляющего численного превосходства, не была выполнена. Удалось выявить, задуманный Наполеоном, манёвр- окружение войсками Нея правого фланга армии Витгенштейна, а также уязвимость самой позиции союзных войск. Тем не менее, Александр I и Фридрих Вильгельм III, несмотря на угрозу, решили не отводить армию и дать Наполеону сражение при Бауцене, чтобы «не показаться в глазах Австрии слишком слабыми».